# 엔딩 시크리트
엔딩 시크리트(숨겨진 결말)는 엔딩 크레디트가 나올 때, 다음 편 예고편을 미리 끼워두거나, 숨겨둔 이스터 에그 영상을 끼워둔 것을 말한다. 결말이 두 가지로 나뉘는 엔딩을 가진 게임, 영화, 드라마에 자주 이용된다.

## 같이 보기
- 이스터 에그